# Język baibai
Język baibai – język papuaski używany w prowincji Sandaun w Papui-Nowej Gwinei, przez grupę ludności w dystrykcie Amanab. Według danych z 2000 roku posługuje się nim 340 osób.
Jest używany przez wszystkich członków społeczności. Nieliczni mają bierną znajomość tok pisin.
Wraz z językiem fas tworzy rodzinę języków fas.
Nie wykształcił piśmiennictwa.